# حلمي طولان
حلمي طولان، (30 نوفمبر 1949-)، هو لاعب كرة قدم مصري سابق ويعمل حاليًا كمدير فني وهو المدير الفني الحالي لنادي إنبي .
لعب لنادي الزمالك في الفترة من 1972 حتى 1981. وبعد الاعتزال، تولى تدريب أندية الزمالك وحرس الحدود والمصرية للاتصالات والنادي المصري والشرطة و طلائع الجيش. وفي 7 يوليو 2013 أعلن عن توليه منصب المدير الفني لنادي الزمالك خلفاً للمدرب البرازيلي جورفان فييرا، نجح في قيادة الفريق للتتويج ببطولة كأس مصر لأول مرة منذ خمسة سنوات، أقيل في 21 يناير 2014.

## الدراسات والشهادات
- بكالوريوس تربية بدنية - جامعة حلوان (1974)
- الاتحاد المصري لكرة القدم - دبلوم الدراسات المتقدمة (مصر 1985)
- اتحاد كرة القدم لدبلوم إيرلاند (إيرلاند 1985)
- أكاديمية كرة القدم البرازيلية (البرازيل 1989)
- دورة الفيفا المتقدمة للمدربين-شهادة (رومانيا 1991)
- دورة متقدمة في دورة كرة القدم البرتغالية (البرتغال 1995)
- دراسات CAF المتقدمة من السير Bob Charlton (أوغندا 1996)

## الإنجازات التدريبية
| 1. بطولة الدوري المصري تحت 20 عامًا 1985. 2. بطولة الوصيف الإمارات (1988) 3. بطولة بطولة مانشستر (1995) 4. بطولة الدوري المصري (2000). | 1. بطولة الدوري الأفريقي (2000). 2. بطولة كأس مصر (2001) 3. بطولة الدوري المصري (2002). 4. بطولة كأس مصر (2002). | 1. كأس السوبر المصري (2002) 2. بطولة الدوري الأفريقي (2002). 3. كأس الاتحاد الأفريقي (المركز الثالث) (2005) 4. بطولة كأس مصر (2013) |

## روابط خارجية
- حلمي طولان على موقع قاعدة بيانات كرة القدم.إي يو (الإنجليزية)